# Two Steps from the Move
Two Steps From The Move es el quinto álbum de estudio de la banda finlandesa Hanoi Rocks, publicado en 1984. Fue el último álbum publicado antes del fallecimiento del baterista Razzle el 8 de diciembre de ese mismo año, en un accidente automovilístico donde estuvo implicado el cantante Vince Neil.

## Lista de canciones
1. "Up Around the Bend" (Cover de CCR)
2. "High School"
3. "I Can't Get It"
4. "Underwater World"
5. "Don't You Ever Leave Me"
6. "Million Miles Away"
7. "Boulevard of Broken Dreams"
8. "Boiler (Me Boiler 'n' Me)"
9. "Futurama"
10. "Cutting Corners"

## Créditos
- Michael Monroe – voz, saxofón
- Andy McCoy – guitarra
- Nasty Suicide – guitarra
- Sami Yaffa – bajo
- Razzle – batería